# Fokker V.7
Die Fokker V.7 war ein Prototyp eines deutschen Jagd-Dreideckers aus dem Ersten Weltkrieg und ein Versuch, die Dr.I mit einem stärkeren Antrieb auszustatten. Insgesamt wurden vier V.7-Flugzeuge gebaut.

## Entwicklung
Der erste Auftrag für den Einbau eines experimentellen, gegenläufigen Umlaufmotors vom Typ Siemens & Halske Sh.III mit 160 PS wurde am 13. August 1917 erteilt. Das Funktionsprinzip dieses Antriebs beruht auf der sich in die eine Richtung drehenden Kurbelwelle, während sich das Kurbelgehäuse entgegengesetzt bewegt. Um die höhere Leistung und Drehzahl zu nutzen, erhielt das Flugzeug eine vierblättrige Luftschraube mit einem größeren Durchmesser als der der Dr.I. Dies erforderte ein längeres Fahrwerk. Das Flugzeug mit der Werknummer 1788 wurde im September 1917 gebaut erhielt die Bezeichnung V.7. Im Januar 1918 veranstaltete die Deutsche Versuchsanstalt für Luftfahrt in Johannisthal einen Wettbewerb für D-Flugzeuge – nach Baumuster-Gruppeneinteilung also für mit starren MG bewaffnete, einsitzige Doppel- und Eindecker. Die V.4 sollte daran teilnehmen, was aber permanente Motorprobleme verhinderten. Erst Mitte 1918 konnte das Flugzeug getestet werden.
Ein zweites, nach einem Bauauftrag vom 23. August 1917 aufgelegtes Exemplar mit der Werknummer 1830 erhielt ein ebenfalls 160 PS starkes Le-Rhône-Triebwerk, wobei es sich auch um einen U-III-Doppelumlaufmotor der Motorenfabrik Oberursel gehandelt haben könnte, der in Deutschland auch als Gnome-Motor betitelt wurde. Nach der Erprobung wurde diese V.7 als Dr.I mit der Seriennummer 100/17 von der Jagdstaffelschule II geflogen.
Der Bau der dritten V.7 mit der Werknummer 1919 begann am 12. Oktober 1917. Um das zusätzliche Gewicht des verwendeten Go-III-Motors zu kompensieren, musste der hintere Rumpf um 55 cm verlängert werden. Das Flugzeug wurde ebenfalls für den D-Flugzeug-Wettbewerb gemeldet und überzeugte dort mit einer sehr guten Steigzeit von 19 min auf 6000 m. Da von dem Triebwerk aber nur einige Dutzend gebaut wurden, erfolgte keine Serienproduktion und die V.7 wurde mit der Seriennummer 599/17 als reguläre Dr.I ausgeliefert.
Die vierte V.7 wurde am 24. Oktober 1917 in Auftrag gegeben und erhielt ebenfalls einen um 55 cm verlängerten Rumpf. Sie wurde ohne Motor am 3. Januar 1918 an die Firma MÁG in Österreich-Ungarn geliefert. MAG stattete sie mit einem Steyr-Umlaufmotor mit 108 kW (145 PS) aus und meldete sie für die Teilnahme am dortigen Bewertungsfliegen für Jagdflugzeuge, dem Gegenstück des deutschen Wettbewerbs vom 9. bis 13. Juli, an. Bei einer Flugvorführung zerbrach das Seitenruder und das Flugzeug ging bei der anschließenden Notlandung zu Bruch. Eine Serienfertigung erfolgte nicht.

## Technische Daten
| Kenngröße     | Daten                                                                                           |
| ------------- | ----------------------------------------------------------------------------------------------- |
| Besatzung     | 1                                                                                               |
| Spannweite    | 7,20 m (oben) 6,22 m (mittig) 5,73 m (unten)                                                    |
| Länge         | 6,40 m                                                                                          |
| Höhe          | 2,95 m                                                                                          |
| Flügelfläche  | 17,5 m²                                                                                         |
| Leermasse     | 376 kg                                                                                          |
| Startmasse    | 571 kg                                                                                          |
| Antrieb       | ein luftgekühlter Umlaufmotor mit starrer Zweiblatt-Holzluftschraube                            |
| Typ           | Le Rhône (Lizenz Steyr)                                                                         |
| Startleistung | 150 PS (110 kW)                                                                                 |
| Steigzeit     | 1,5 min auf 1000 m Höhe 4 min auf 2000 m Höhe 7,33 min auf 3000 m Höhe 11,5 min auf 4000 m Höhe |